# Mercedes-Benz SLK Zero
Pour les articles homonymes, voir Mercedes, Benz, SLK, Zéro (homonymie) et Mercedes-Benz SLK.
La Mercedes-Benz SLK Zero est une voiture de sport concept-car de 2013, du constructeur automobile allemand Mercedes-Benz, inspirée des Mercedes-Benz Classe SLK de 1996.

## Historique

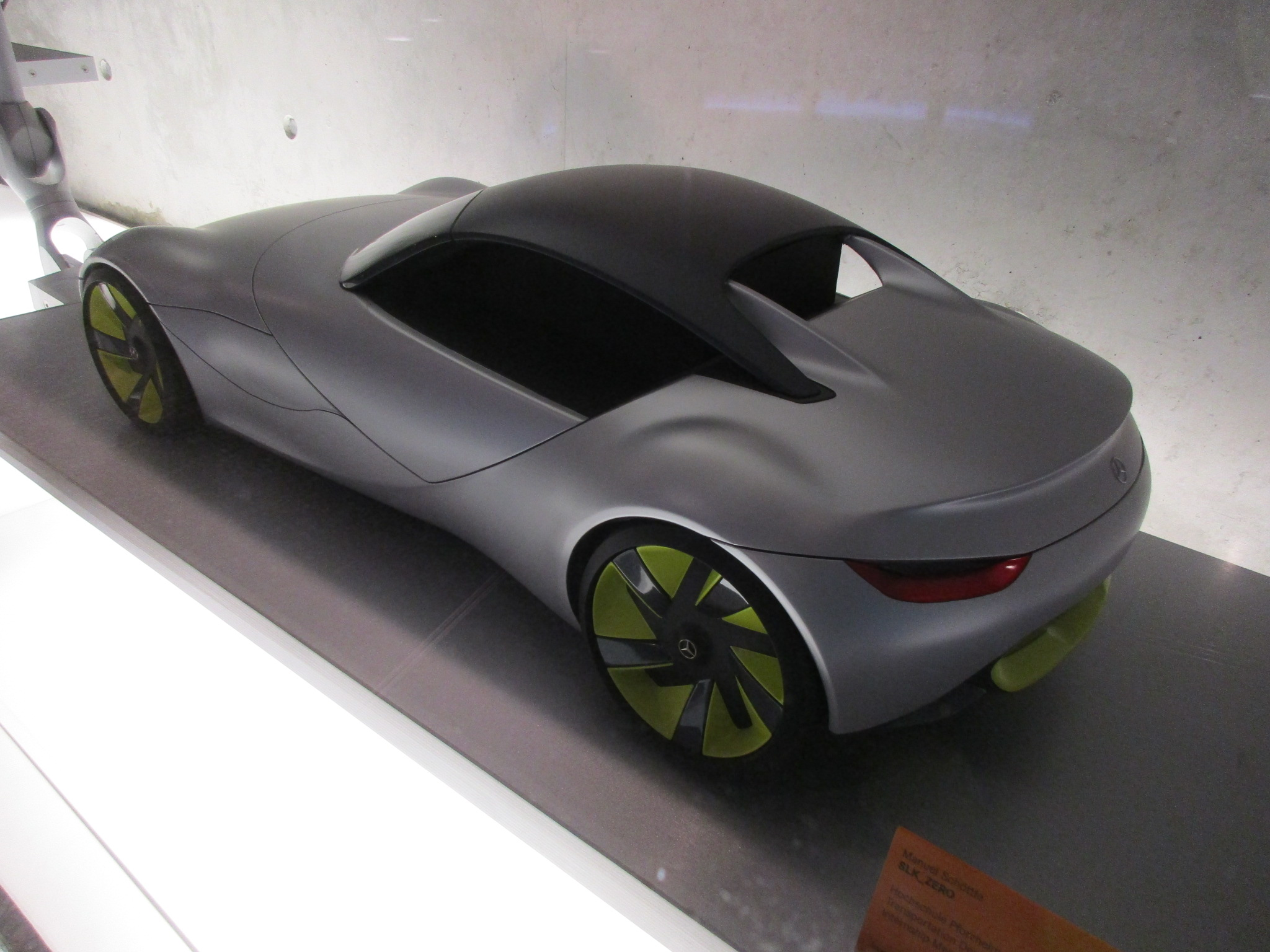

Cette étude de concept-car est conçue en 2013 par l'étudiant designer Mercedes-Benz Manuel Schöttle, au moment de la conception des Mercedes-AMG GT I Type 190 de 2014, avec un design inspiré des Mercedes-Benz Classe SLK (dont elle reprend le nom) et des Mercedes-Benz SLS AMG Roadster de 2011, ou encore des BMW Z4 2e génération (E89) concurrentes de 2009.
La maquette est exposée au musée Mercedes-Benz de Stuttgart. Mercedes-AMG présente également cette même année son concept car Mercedes-Benz AMG Vision Gran Turismo, commercialisé en cinq exemplaires.

Mercedes-Benz SLS AMG Roadster de 2011 et Mercedes-AMG GT I Type 190 de 2014
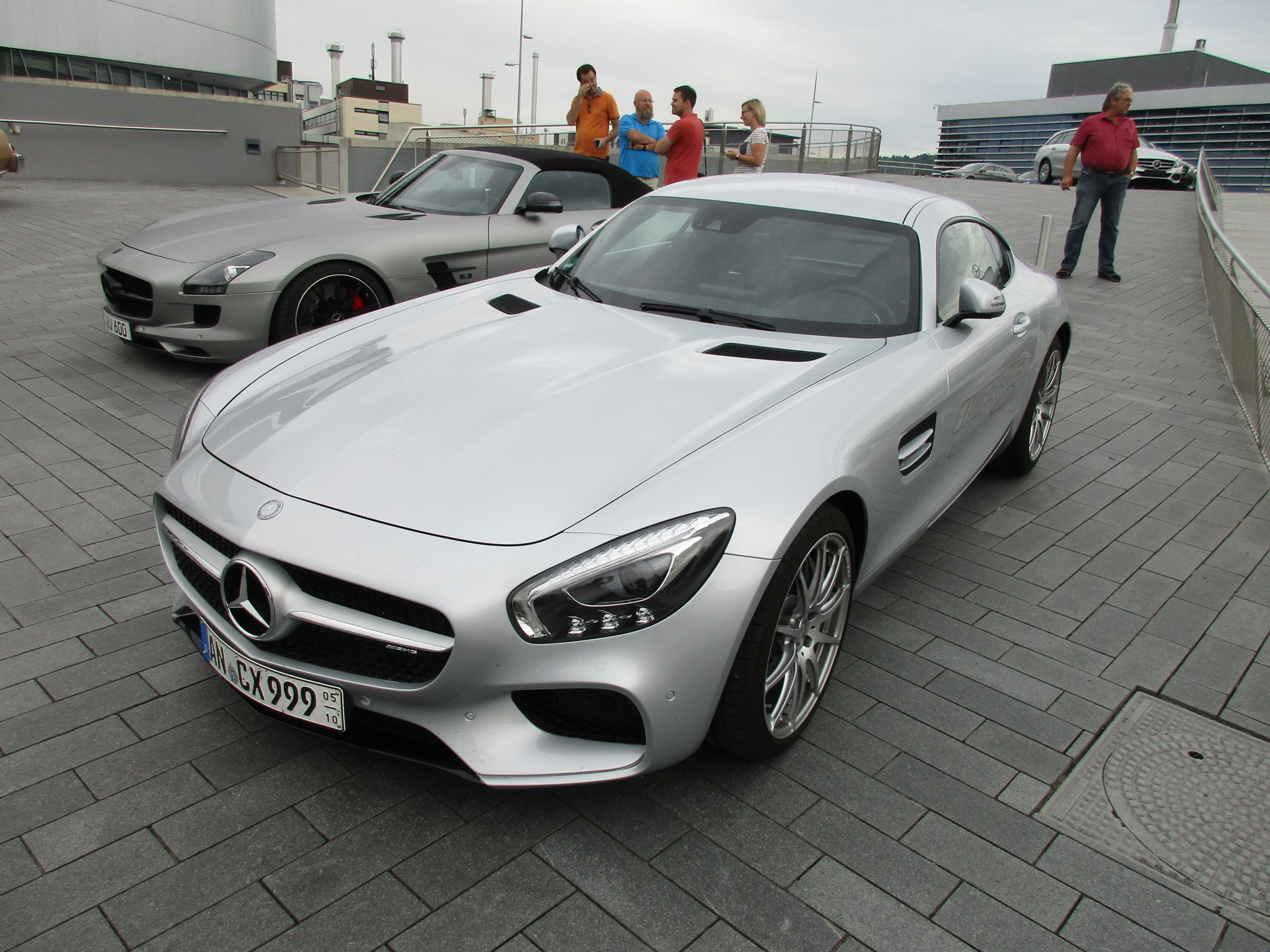
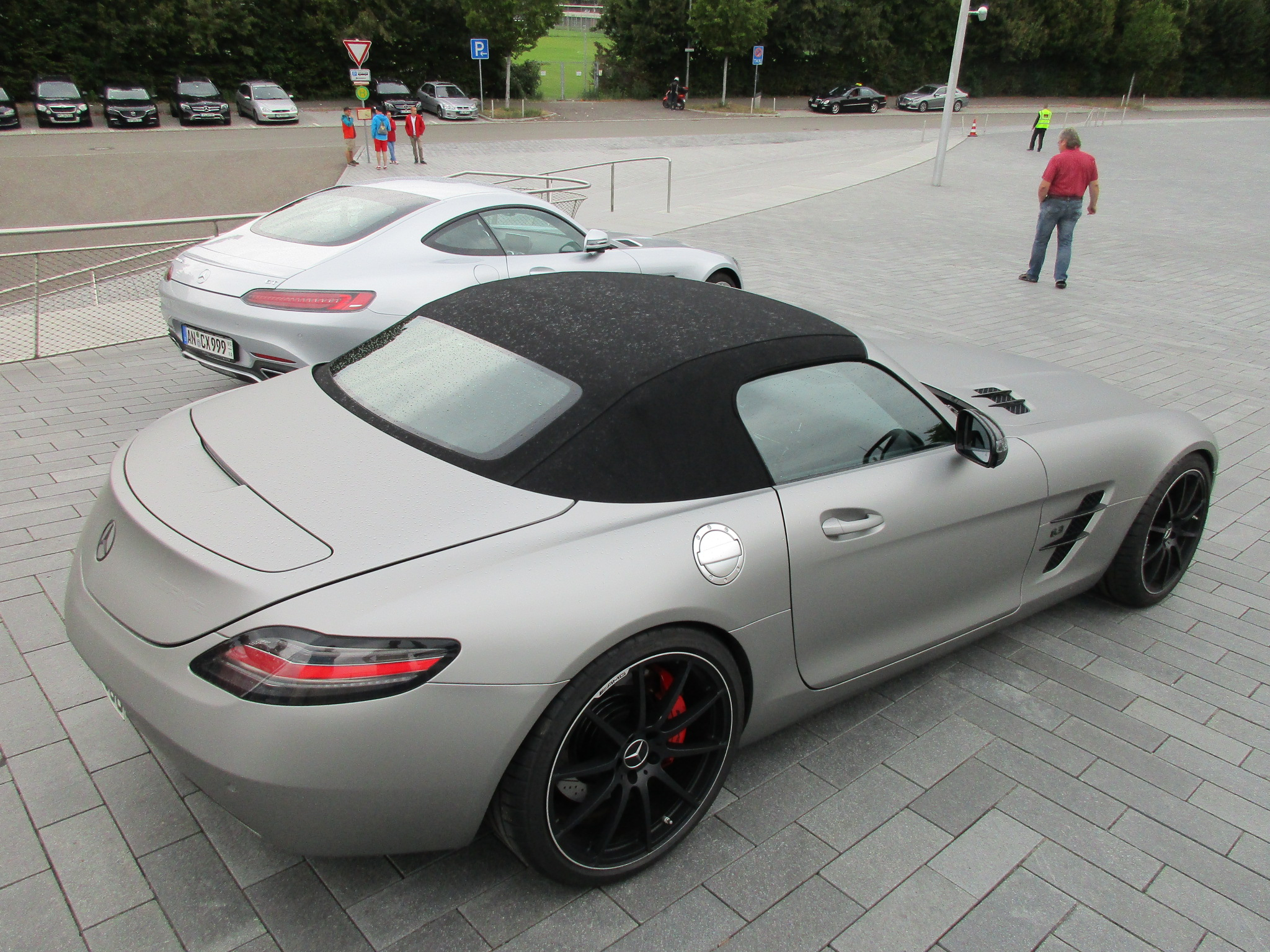